# 한경미
한경미(1975년 7월 7일 ~ )는 대한민국의 성악가다.

## 방송
- 오페라 스타 2012 (2012) - 심사위원
- 누가누가 잘하나 (2021) -심사위원